# Gino Gori (scrittore)
Gino Gori (Roma, 7 luglio 1876 – Sant'Ilario Ligure, 24 dicembre 1952) è stato uno scrittore, poeta e filosofo italiano. È noto soprattutto come autore di narrativa, come critico e come teorico dell'arte teatrale e specificamente del suo rinnovamento in chiave modernista.

## Opere
- Il mantello di Arlecchino (Roma 1913);
- Er libbro rosso de la guera (Roma 1915);
- Le bruttezze della Divina Commedia (Alatri 1920);
- Le bellezze della Divina Commedia (Milano 1921);
- Studi di estetica dell'irrazionale (Milano 1921);
- Il mulino della luna (Milano 1924);
- L'irrazionale, in due volumi: Filosofia ed estetica. Sistema di una nuova scienza del bello; L'eroe e la falce. Scorcio architettonico di letteratura europea dalle origini ai nostri giorni (Foligno 1924);
- Cagliostro (Milano 1925);
- Il teatro contemporaneo e le sue correnti caratteristiche di pensiero e di vita nelle varie nazioni (Torino-Milano-Roma 1924);
- L'oca azzurra (Roma 1925);
- Il grande amore (Firenze 1926);
- Scenografia. La tradizione e la rivoluzione contemporanea (Roma 1926);
- Il grottesco nell'arte e nella letteratura (Milano 1927).